# Besseria brevipennis
Besseria brevipennis là một loài ruồi trong họ Tachinidae.